# Mihail Drumeș
Mihail Drumeș (pseudonim pentru Mihail V. Dumitrescu; n. 26 noiembrie 1901, Ohrid, Imperiul Otoman – d. 27 februarie 1982, București, România) a fost un dramaturg, nuvelist, realizator de proză scurtă și romancier român, foarte popular în perioada interbelică.

## Biografie
Fiul lui Vasilie Dimitrie (devenit Dumitrescu) și al Despinei (n. Gero). Familia sa, de origine aromână, se stabilește în Oltenia.
Liceul l-a urmat la Caracal și Craiova, bacalaureatul l-a obținut în 1925. Urmează Facultatea de Litere și Filosofie a Universității din București, absolvită în 1928. O vreme funcționează ca profesor de liceu, va trece mai apoi în învățământul superior.

## Operă literară

### Debut literar și primii ani
Debut la revista Flamura în 1922, debut editorial cu volumul de nuvele și schițe Capcana in 1927. Între anii 1922 și 1924 Teatrul Național din Craiova îi înscrie în repertoriu piesa Rămășagul, dar nu vede lumina rampei. Este cronicar dramatic la ziarul Rampa din București pentru Teatrul Național din Craiova. În 1925 susține bacalaureatul la Colegiul Carol I din Craiova, unde a urmat ultimele două clase după ce întrerupsese studiile din cauza stagiului militar și a războiului. Între anii 1924 și 1928 este student la Facultatea de Filosofie și Litere a Universității din București.

### Activitatea din timpul maturității artistice
În anul 1927 (la 26 de ani) devine membru al Societății Scriitorilor Români, ulterior și al Societății Autorilor Dramatici. Mai înainte publicase prima sa carte de proză, Capcana. Nuvele și schițe, primită bine de critica literară. În 1930 publică, în foileton, în ziarul Dimineața, primul său roman, Sfântul Părere, apărut în același an și la Editura Cartea românească. În 1932 tipărește, la invitația lui Nicolae Iorga, în cadrul Editurii Datina românească din Vălenii de Munte, prima sa piesă, Ioana d'Arc, înscrisă mai târziu în repertoriul Naționalului clujean. În anul 1936 apare, în Editura Vremea, romanul Invitația la vals, care înregistrează, de-a lungul timpului, 35 de ediții, obținând un record unic în materie de tiraj.
Autorul devine unul dintre cei mai citiți scriitori din perioada interbelică. În anul 1938 apare romanul Scrisoarea de dragoste în colecția Universul literar al ziarului Universul. Autorul reia tema nuvelei Capcana, pe care o amplifică, dându-i și unele sensuri sociale, încât se poate spune că romanul dezbate tema carierismului. 1940, piesa Năluca este publicată în colecția "Universul literar", împreună cu volumul Trei comedii: Școala nevestelor, Calul de curse, Liniștea soțului - difuzate anterior și de Radio București. În 1941, O crimă pasională, care fusese interzisă din repertoriul Naționalului clujean în 1935, după a doua reprezentație, caz unic în perioada interbelică, vede lumina tiparului în aceeași colecție a "Universului literar", cu o prezentare de Teodor Scarlat.În 1942, romanul Sfântul Părere, publicat În 1930, în foileton, în coloanele cotidianului "Dimineața" și imediat în Ed. Cartea românească, reapare cu titlul schimbat în Cazul Magheru, în Ed. Bucur Ciobanul și este recenzat pozitiv de "Viața românească:, "Gândirea", "Rampa". Apare volumul Teatrul, ediție bibliofilă. În perioada anilor 1942-1947 este președintele editurii Bucur Ciobanul. Aici va iniția un amplu program de tipărire a cărților pentru copii și tineret. În 1946, romanul Elevul Dima dintr-a șaptea, frescă a adolescenței din literatura noastră, alături de Medelenii lui Ionel Teodoreanu, îl aduce pe autor din nou în atenția cititorilor. În anul 1961 Editura militară îi publică romanul Se revarsă apele, cu subtitlul "Cronică împletită dintr-o seamă de povestiri despre oameni și fapte întămplate în cei dintâi ani ai veacului nostru și despre răscoalele țăranilor din acea vreme".
În 1967 Mihail Drumeș devine membru al Uniunii Scriitorilor și pensionar al acesteia. În 1969, povestirea istorică Iancu Jianu apare, în foileton, în ziarul "Oltul" din Slatina. 1972, îi apare în Editura Ion Creangă volumul Edison, reluat un an mai târziu cu titlul Mari invenții. Povestiri adevărate, ed. a II-a, 1977, semnată cu pseudonimul Barbu Apelevianu. În 1974 Editura Albatros îi publică romanul Arde Prahova. La editura Ion Creangă vede lumina tiparului, in 1977, volumul Povestiri despre cutezători. Între anii 1978 și 1979 continuă activitatea de prozator prin publicarea volumului Povestea neamului românesc. De la început și până în zilele noastre. Pagini din trecut. vol. I, 1978, vol. II-III,1979, în Editura didactică și Pedagogică. În 1980 Ed. Dacia din Cluj-Napoca îi publică volumul 10 cărți celebre repovestite de Mihail Drumeș. 1982, 27 februarie, scriitorul încetează din viață la București, lăsând în manuscris numeroase volume de proză, piese de teatru, scenarii de filme, prelucrări etc.

## Opere selective
- Capcana, 1927
- Invitația la vals, 1936
- Ioana d'Arc, 1937
- Scrisoare de dragoste, 1938
- Elevul Dima dintr-a șaptea, 1946
- Se revarsă apele, 1961.
- Sfântul Părere, 1930, ediție definitivă Cazul Magheru, 1970
- Arde Prahova, 1974